# Rimar
Rimar är ett berg i republiken Island. Det ligger i regionen Norðurland eystra, 250 km nordost om huvudstaden Reykjavík. Toppen på Rimar är 1 297 meter över havet.
Runt Rimar är det mycket glesbefolkat, med 2 invånare per kvadratkilometer. Närmaste större samhälle är Dalvík, omkring 12 kilometer norr om Rimar. Trakten runt Rimar är permanent täckt av is och snö.